# Дефтер
Дефтер, девтер или тефтер (на персийски: دفتر, daftar) е термин, който се употребява за означение на голяма книга или някакъв опис (регистър) от епохата на османското владичество, направен върху хартия с по-голям формат.  Популярното ѝ произношение на български днес е тефтер – общо означение за бележник, книга за записки, регистрации и т.н, независимо от големината.
Думата е навлязла в българския език от турската defter. Етимологическите корени отвеждат към гръцки – в корена ѝ е залегнала думата за числото четири (на гр. τέσσερα – тесера), т.е. прегънатия на четири голям хартиен лист. От друга страна, по-вероятно е тефтер да води своето начало от персийската дума daftar, означаваща „книга“.